# Mont Higashiazuma
Le mont Higashiazuma (東吾妻山, Higashiazuma-yama) est un volcan du Japon qui s'étend sur la préfecture de Fukushima, dans la région du Tōhoku.

## Géographie
Le mont Higashiazuma, dont le sommet culmine à une altitude de 1 975 m, est un volcan situé dans le sud-ouest de la ville de Fukushima et le nord-est du bourg d'Inawashiro (préfecture de Fukushima).
Il fait partie des monts Azuma dans le parc national de Bandai-Asahi.